# バゾス川
バゾス川（バゾスがわ、カタルーニャ語: Besòs）は、スペイン・カタルーニャ州を流れて地中海に注ぐ河川。全長17.7km、流域面積1,038.31km2。地中海岸の河川特有の特徴を持っており、流量は季節によってとても不規則である。

## 流域

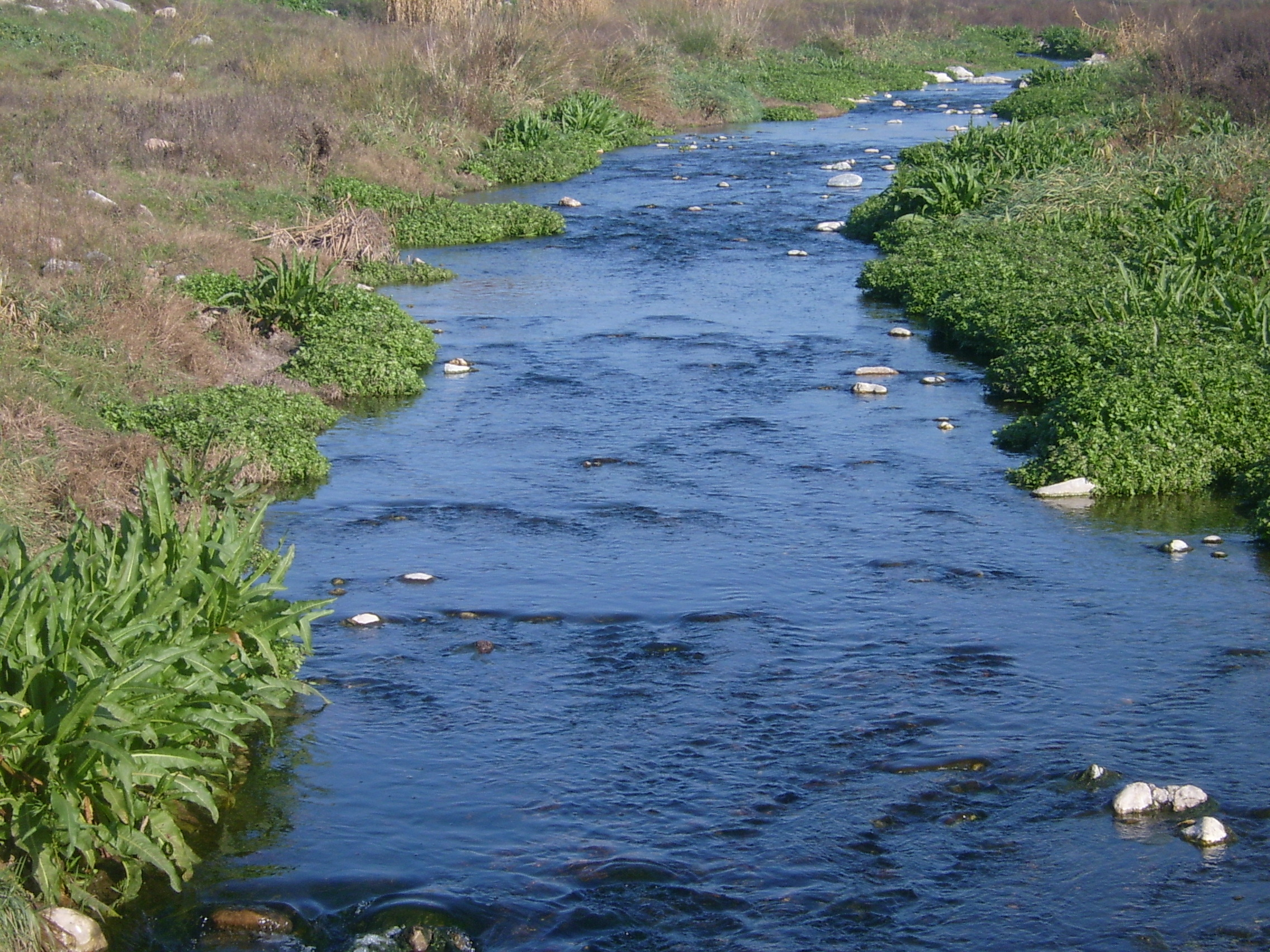
支流のクンゴスト川（グラノリェース付近）

バゾス川の流域面積は1,038 km2であり、地中海とカタルーニャ海岸山脈に囲まれている。プラ・ダ・ラ・カルマ(1350m)やタガマネント(1055m)、ムンセニー山地の山々、すなわちムラ(1100m)やムンカウ(1035m)、ティビダボ(512m)などサント・リュレンク・ダ・ムントの山々、クルセローラ山地、クリドール(634m)などがある。バリェス・ウリアンタルに端を発し、バルセロナ都市圏の北側を流れ、サント・アドリアー・ダ・バゾスで地中海に注いでいる。
バゾス川の支流は非対称の流域を形成しており、本流の左岸からはムジェント川が、右岸からはテネス川、カルデス川、リポイ川が合流する。本流と支流すべてを合わせた長さは530kmである。流域は典型的な地中海の河川であり、乾期には河口部で2m3/秒と流量が著しく少なくなるが、秋季の嵐の際にはその1,000倍以上もの水量となる。
バゾス川の流域は山地に囲まれている。バルセロナとビックを結んでいる鉄道路線、高速道路のC-17号線やA-7号線など、いくつかの鉄道路線や高速道路はバゾス川に沿って走っている。バゾス川は「「カタルーニャ州」」でもっとも流域人口が多い河川であり、支流を含めた流域には200万人以上が暮らしている。

## 歴史
バゾス川を航行することはできないが、カタルーニャ地方の沿岸部と内陸部を結ぶ存在であり、またバルセロナ周辺の作物の灌漑に使用されている。10世紀にはレック・コンタルと呼ばれる運河が建設され、ムンカーダ・イ・ラシャックで取水されたバゾス川の水が運河を通じてバルセロナの町の内部にも流れた。
1960年代までの流域では農業活動が支配的であり、利用可能な土地の大部分を占めていた。1970年代と1980年代には人口の急増や工業化を経験し、ヨーロッパでもっとも汚染が深刻な河川の一つとして有名になった。化学、冶金、プラスティック、皮革、繊維、建築材料、製紙、食品、など、流域には様々な産業があり、約10,000の事業所が河川汚染の潜在的要因となっている。1990年代中頃以降には状況が改善されている。2004年には開催された都市再開発に関する第1回世界文化フォーラムは、サンタ・クローマ・ダ・グラマネーとサント・アドリアー・ダ・バゾスの間にあるバゾス・リバーパークが会場の一つとなった。

## 支流
バゾス川には5本の主要な支流がある。
- ムジェント川 (Mogent) : バルフルネルス (Vallforners)とビラマホール川 (Vilamajor)を支流に持ち、ビラマホール川はバルセレーナ川 (Vallserena)を支流に持つ。
- クンゴスト川 (Congost) : クロー川 (Corró)を支流に持つ。
- テネス川 (Tenes) : ルシニョール川 (Rossinyol)を支流に持つ。
- カルデス川 (Caldes)
- リポイ川 (Ripoll) : クルブレルス川 (Colobrers)、トルト川 (Tort)、セック川 (Sec)を支流に持つ。

## ギャラリー

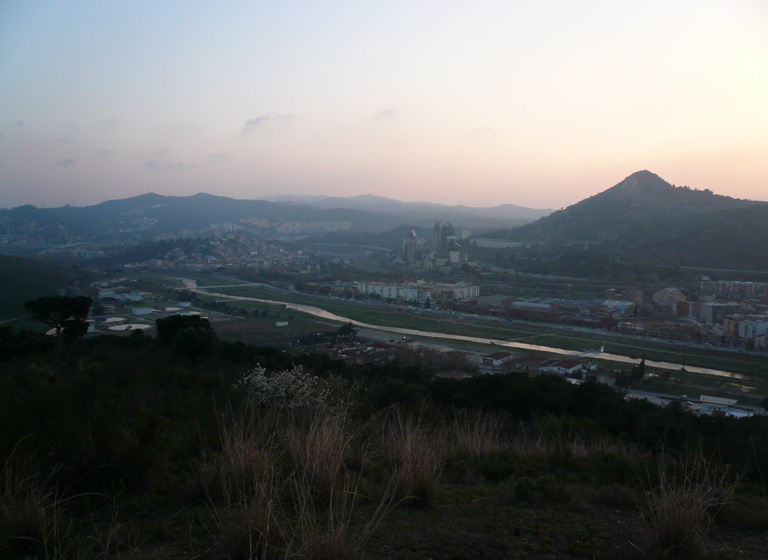
ムンカーダ・イ・ラシャックでのバゾス川
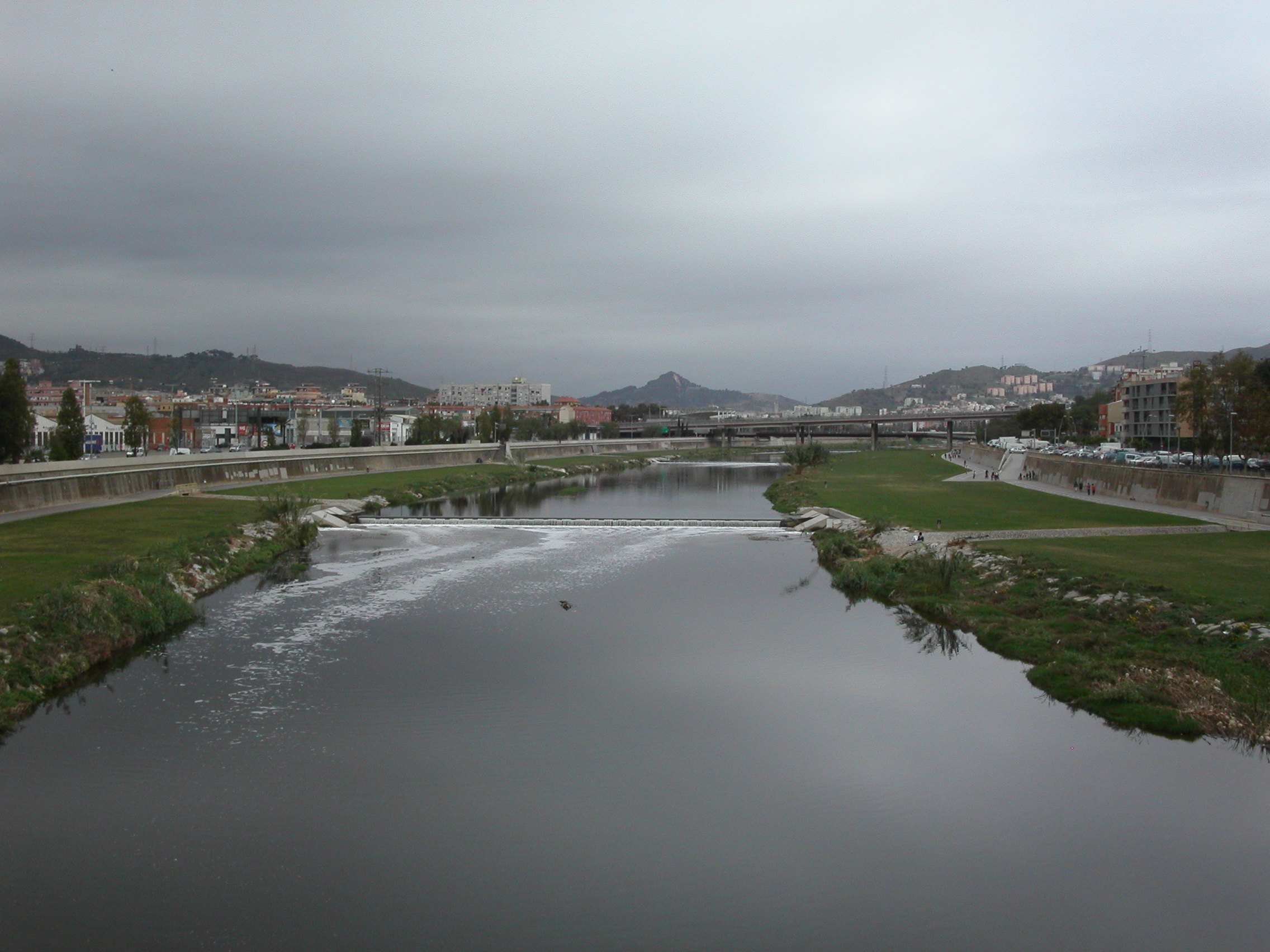
サント・アドリアー・ダ・バゾスから上流を見る
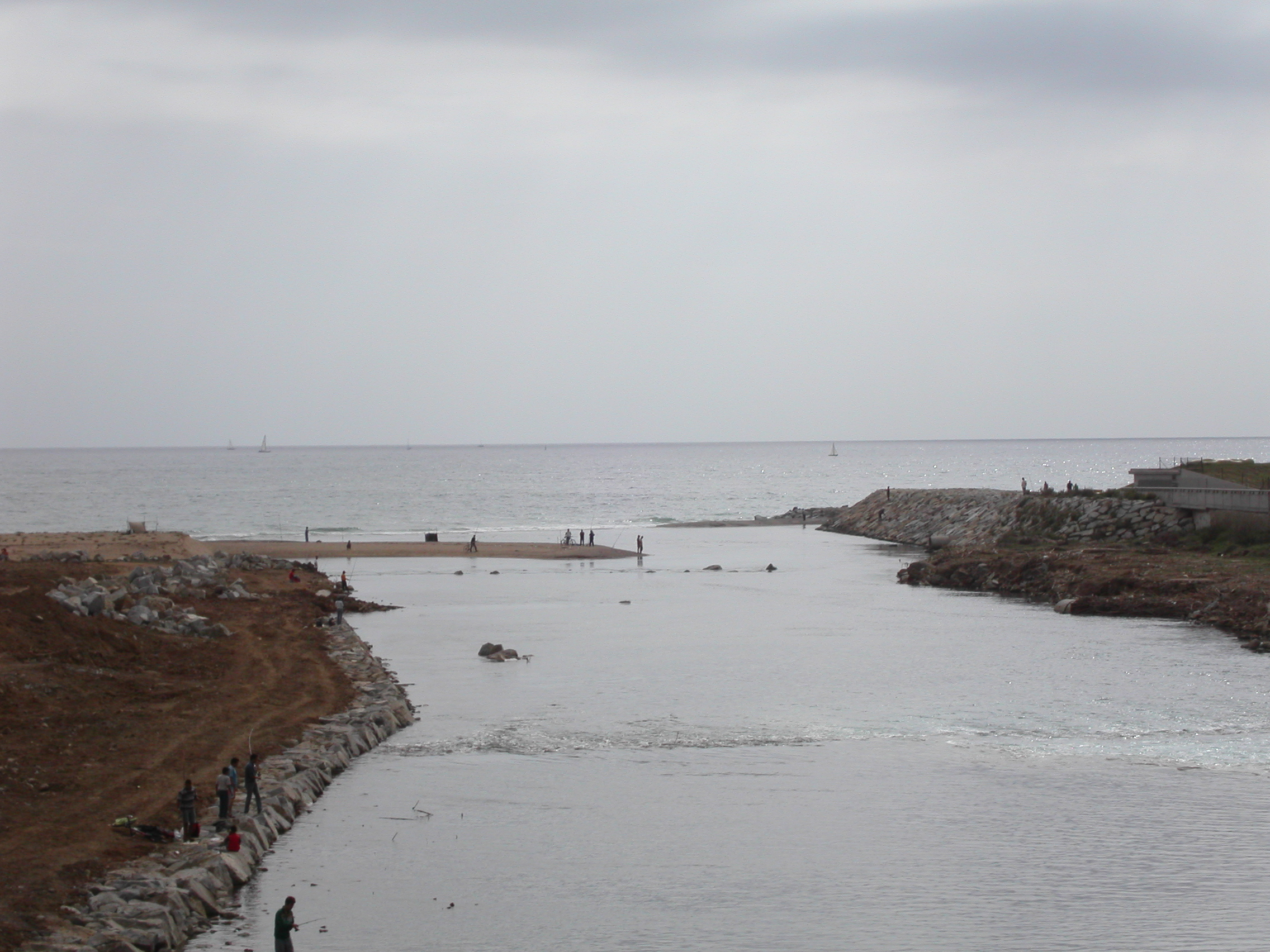
地中海に注ぐ河口
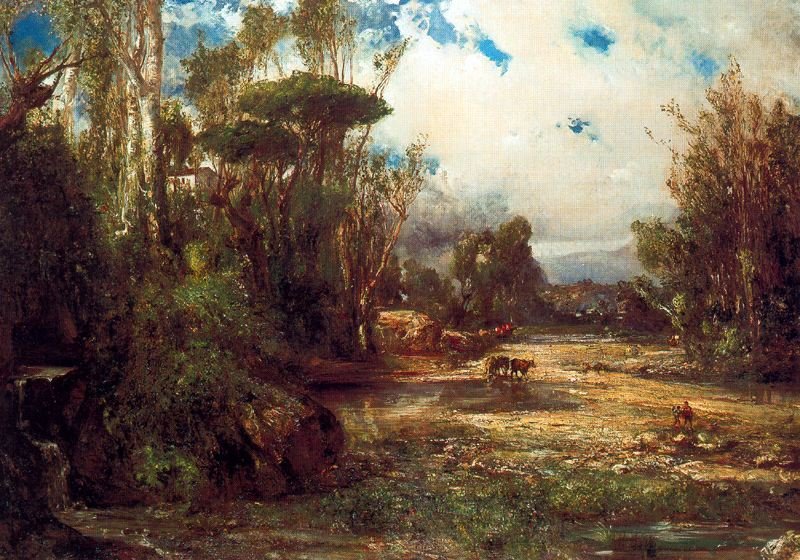
ラモン・マルティが描いたバゾス川